# Рузегино (Болоња)
Рузегино (итал. Ruseghino) је насеље у Италији у округу Болоња, региону Емилија-Ромања.
Према процени из 2011. у насељу је живело 4 становника. Насеље се налази на надморској висини од 199 м.